# Karschia caucasica
Espèce
Synonymes
- Gluvia caucasica L. Koch, 1878

Karschia caucasica est une espèce de solifuges de la famille des Karschiidae.

## Distribution
Cette espèce est endémique d'Azerbaïdjan.

## Description
Le mâle décrit par Roewer en 1933 mesure 15 mm.

## Étymologie
Son nom d'espèce lui a été donné en référence au lieu de sa découverte, le Caucase.

## Publication originale
- L. Koch, 1878 : Kaukasische Arachniden. Naturwissenschaftliche Beitrèage zur Kenntniss der Kaukasuslèander : auf Grund seiner Sammelbeute / herausgegeben von Oscar Schneider, Burdach’schen: Dresden, p. 36-71.